# Plecoglossus altivelis
Ayu
Pour les articles homonymes, voir Ayu.
Famille
Genre
Espèce
Statut de conservation UICN

 DD  : Données insuffisantes
Plecoglossus altivelis, l’Ayu, est une espèce de poissons, la seule du genre Plecoglossus et de la famille Plecoglossidae. Originaire de l'écozone Paléarctique, il est présent dans les rivières, les lacs, et les eaux côtières à l'ouest d'Hokkaidō au Japon, au sud de la péninsule de Corée, en Chine, à Taiwan ou encore à Hong Kong.
Le nom vernaculaire anglais Ayu sweetfish (« poisson sucré Ayu ») est dû à la douceur et au sucré de leur chair. En référence à leur durée de vie d'un an, le nom est aussi écrit « poisson d'un an » (年魚). L'ayu est le poisson symbole de la préfecture de Gunma.

## Taxinomie

### Sous-espèces
À l'heure actuelle, trois sous-espèces sont reconnues, même si leur statut reste controversé (les espèces pourraient être monotypiques) :
- Plecoglossus altivelis altivelis (Temminck & Schlegel, 1846) (ayu, poisson sucré)
- Plecoglossus altivelis chinensis Y. F. Wu & X. J. Shan, 2005
- Plecoglossus altivelis ryukyuensis M. Nishida, 1988 (ayu de Ryūkyū)

### Biologie
L'ayu, grâce à ses reins spécifiques, est un poisson qui peut vivre indifféremment dans les eaux douces ou marines. Il mesure jusqu'à 70 cm de long.
Ce poisson est omnivore, se nourrissant d'algues, de crustacés, d'insectes, d'éponges de mer ou encore de vers. Ce sont aussi des animaux très territoriaux. Les adultes remontent des eaux côtières vers les cours inférieurs des rivières pour pondre durant le printemps. Les larves, une fois écloses, descendent le cours de la rivière pour hiverner dans les eaux marines avant de remonter les cours d'eau en bancs au printemps pour trouver de la nourriture. Une grande majorité des individus décède après la première ponte.

## L'ayuet l'homme

### Pêche
La principale méthode de pêche de l'ayu est la pêche à la mouche en utilisant une épuisette et un leurre appelé ayu-no-tomozuri au Japon. Ce leurre est un ayu vivant placé sur un hameçon, qui va nager une fois à l'eau. L'animal étant territorial, le poisson sauvage trompé par le leurre va l'attaquer et se faire prendre à l'épuisette.

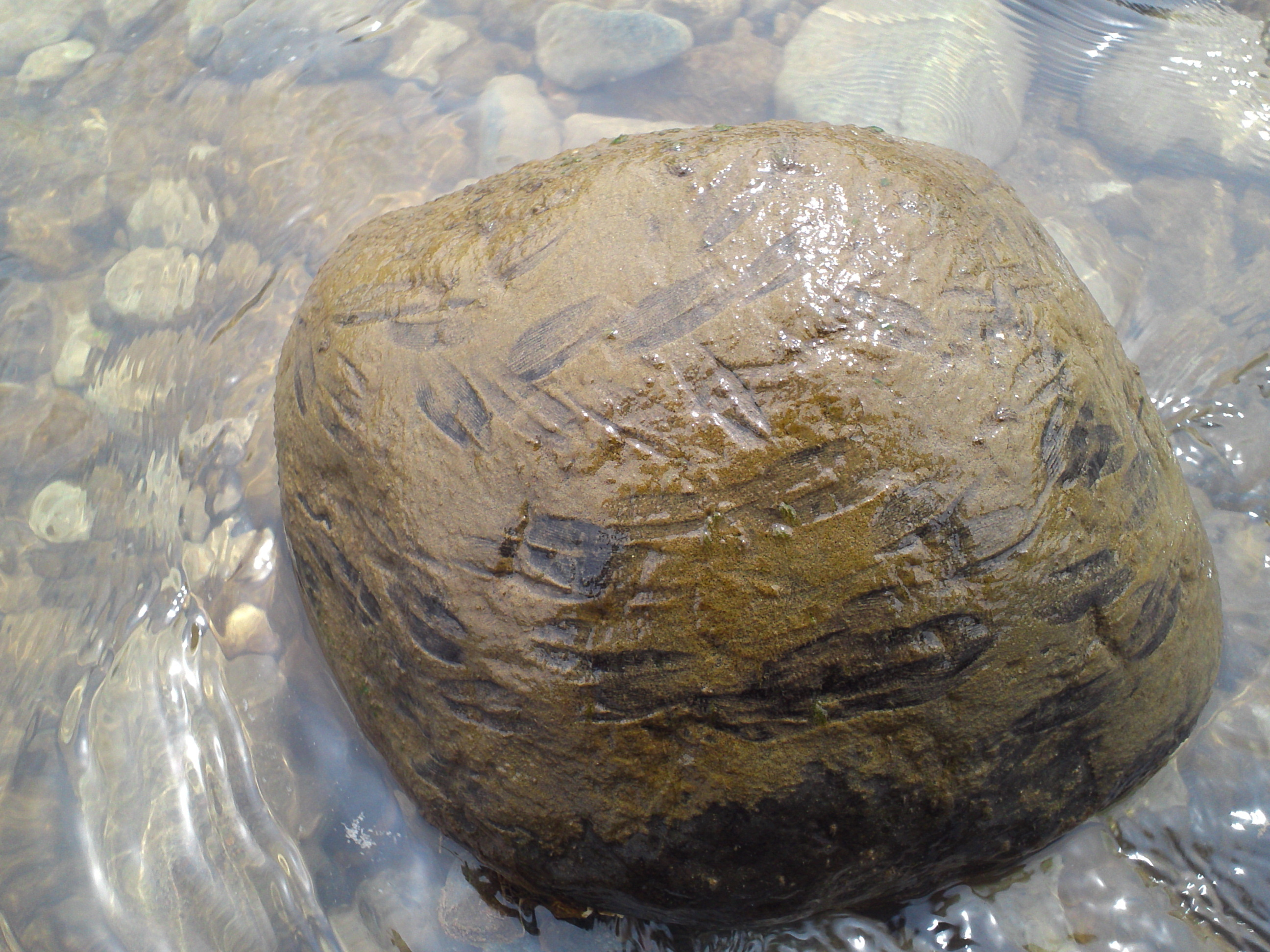
Traces de consommation de diatomées par les alevins d'ayu, servant de repères aux pêcheurs
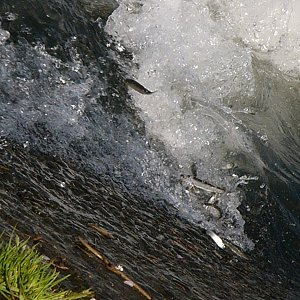
Ayu remontant le déversoir de la rivière Chofu

Certains pêcheurs japonais pratiquent aussi la traditionnelle pêche au cormoran (鵜飼 ukai). Le long de la rivière Nagara près de Gifu, la tradition remonte à plus de 1 300 ans ; les maîtres pêcheurs (鵜匠 ushō) y utilisent des umi-u (ウミウ, cormoran des mers) (Phalacrocorax capillatus, « cormoran japonais ») dressés pour cette tâche, et le spectacle de la saison de la pêche (de mai à octobre) attire des visiteurs du monde entier. Les oiseaux attrapent les ayu, les stockent dans leur jabot et les ramènent aux pêcheurs. Cette pratique tient de nos jours plus de l'attraction touristique que de la méthode de pêche.
L'ayu est aussi pêché commercialement en grand nombre, et les alevins sont élevés en aquaculture pour être relâchés en rivière pour la pêche.

## Utilisation alimentaire
L'ayu est un poisson comestible mangé partout en Asie de l'Est. Sa chair a un goût particulier, doux, « mêlant les arômes de melon et de concombre » d'après certains. C'est un poisson prisé, souvent synonyme du début des beaux jours au Japon, consommé par exemple lors de Matsuri. Dans ce pays, il est souvent consommé grillé en brochettes au-dessus d'un feu ou de charbons ardents.

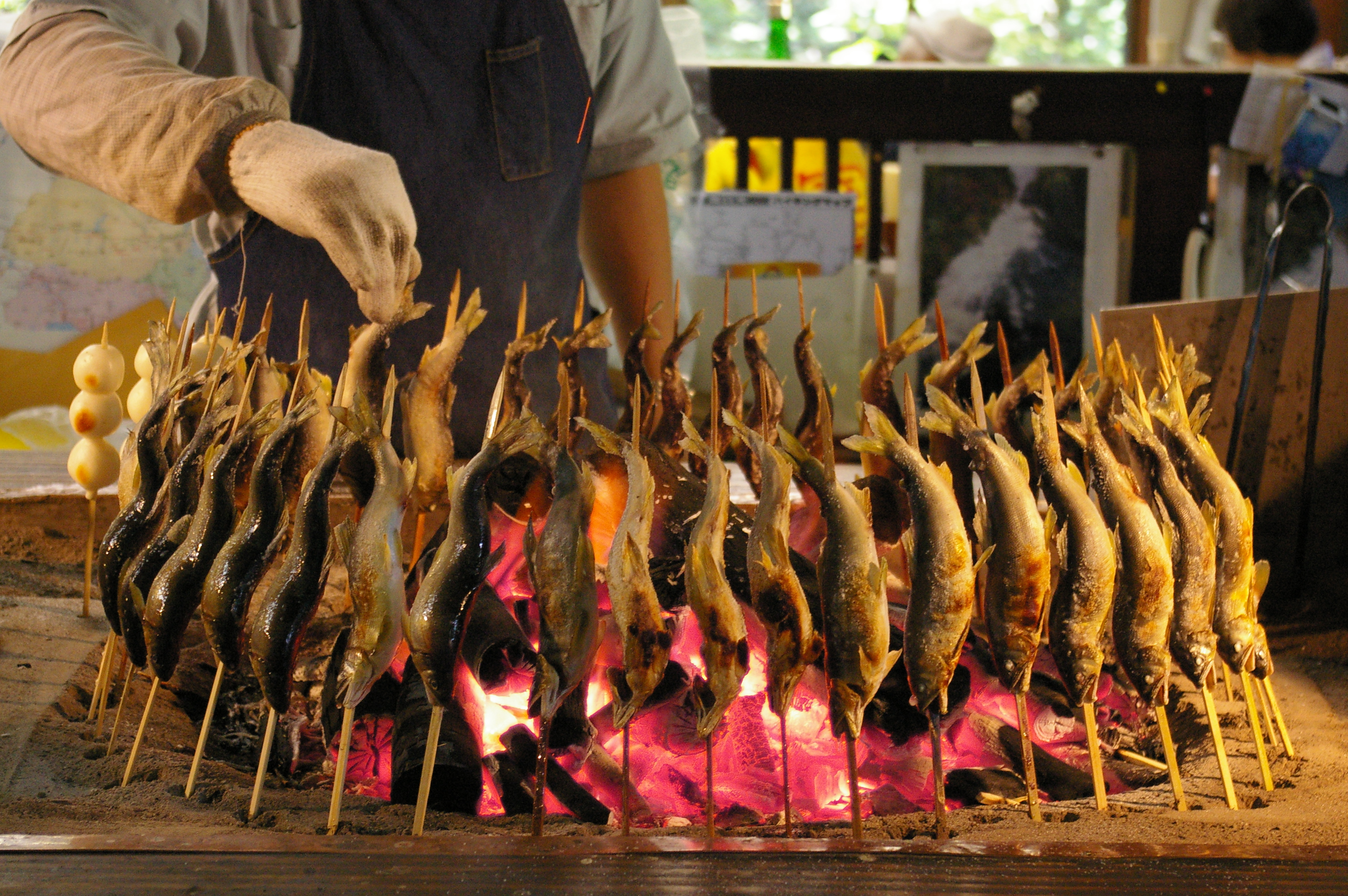
Ayu grillé avec du sel au Japon

### Confiserie

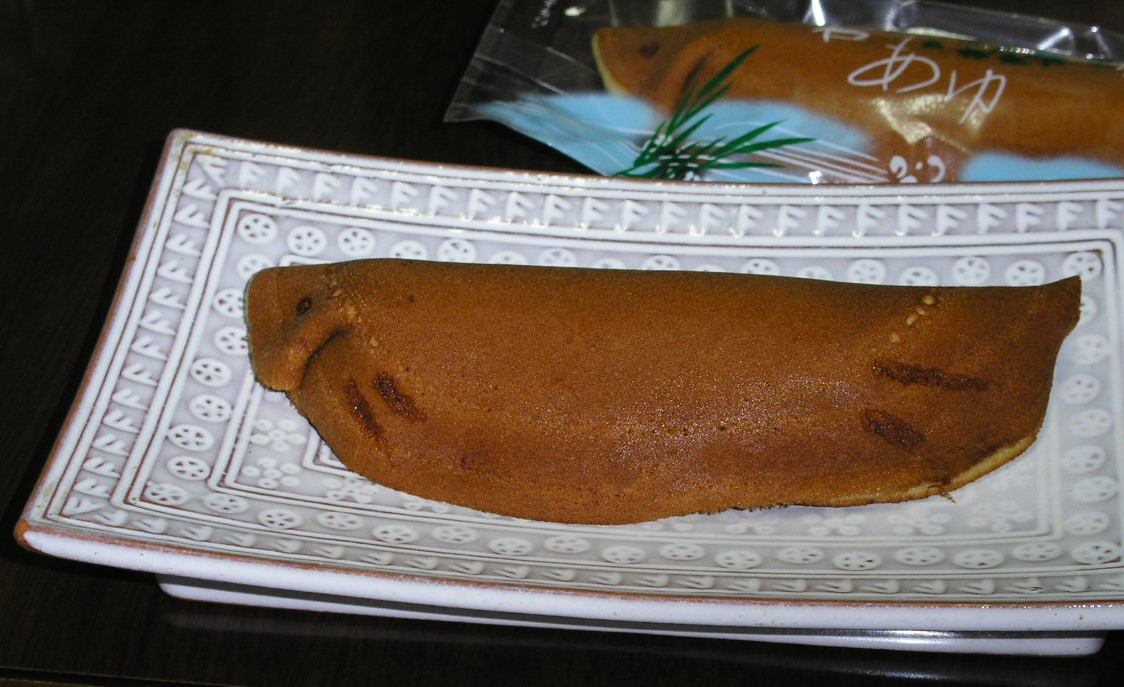
Waka-ayu

L'ayugashi, ou wakaayu, est un wagashi (sucrerie) en forme d'ayu, très apprécié au début de l'été, consistant une gaufre fourrée de Gyūhi (en) grillée sur laquelle sont imprimés au fer rouge la tête et les yeux d'un ayu ; il en existe des variantes glacées.